# Tunoqqu
Tunoqqu [tuˈnɔqːu] (nach alter Rechtschreibung Tunorĸo) ist eine wüst gefallene grönländische Siedlung im Distrikt Upernavik in der Avannaata Kommunia.

## Lage
Tunoqqu liegt im Süden einer kleinen Insel, die sich direkt östlich der Insel Karrat befindet. Neun Kilometer südwestlich liegt mit Upernavik der nächste bewohnte Ort.

## Geschichte
Tunoqqu wurde zwischen 1887 und 1918 besiedelt. Ab 1911 gehörte der Wohnplatz zur Gemeinde Upernavik. 1918 hatte Tunoqqu zwölf Bewohner, die aus einem Mann mit seinen Kindern, Schwiegerkindern und Enkeln bestand. Sie lebten in zwei Häusern. Der Ort wurde als äußerst schlechter Jagdplatz beschrieben und die Bewohner als wenig bemüht. Aus diesem Grund mussten sie häufig hungern. Während der 1920er Jahre stieg die Einwohnerzahl um die Hälfte an, ging dann aber wieder zurück. 1939 verließen die letzten 19 Einwohner den Wohnplatz.